# C'est dur d'être un homme : La Maladie d'amour
Série C'est dur d'être un homme
C'est dur d'être un homme : Mon Torajirô à moi
(1973) C'est dur d'être un homme : Les Affres de la paternité
(1974)
Pour plus de détails, voir Fiche technique et Distribution.
C'est dur d'être un homme : La Maladie d'amour (男はつらいよ 寅次郎恋やつれ, Otoko wa tsurai yo: Torajirō koiyatsure) est un film japonais réalisé par Yōji Yamada et sorti en 1974. C'est le 13e film de la série C'est dur d'être un homme.

## Fiche technique
- Titre : C'est dur d'être un homme : La Maladie d'amour[1]
- Titre original : 男はつらいよ 寅次郎恋やつれ (Otoko wa tsurai yo: Torajirō koiyatsure?)
- Réalisation : Yōji Yamada
- Scénario : Yōji Yamada et Yoshitaka Asama
- Photographie : Tetsuo Takaha (ja)
- Montage : Iwao Ishii (ja)
- Musique : Naozumi Yamamoto
- Décors : Kiminobu Satō
- Producteur : Kiyoshi Shimazu
- Société de production : Shōchiku
- Pays de production :  Japon
- Langue originale : japonais
- Format : couleur — 2,35:1 — 35 mm — son mono
- Genres : comédie dramatique ; romance
- Durée : 104 minutes[2] (métrage : sept bobines - 2 856 m[2])
- Dates de sortie :
  - Japon : 3 août 1974[2]

## Distribution
- Kiyoshi Atsumi : Torajirō Kuruma / Tora-san
- Chieko Baishō : Sakura Suwa, sa demi-sœur
- Tatsuo Matsumura : Ryūzō Kuruma, son oncle
- Chieko Misaki (ja) : Tsune Kuruma, sa tante
- Gin Maeda (en) : Hiroshi Suwa, le mari de Sakura
- Hayato Nakamura : Mitsuo Suwa, le fils de Sakura et de Hiroshi
- Sayuri Yoshinaga : Utako
- Seiji Miyaguchi : Shūkichi Takami, le père d'Utako
- Sayo Fukuko (ja) : la belle-mère d'Utako
- Toshie Takada (ja) : Kinuyo
- Hisao Dazai (ja) : Umetarō Katsura, le voisin imprimeur
- Gajirō Satō (ja) : Genko
- Chishū Ryū : Gozen-sama, le grand prêtre